# Erwin Rasinger

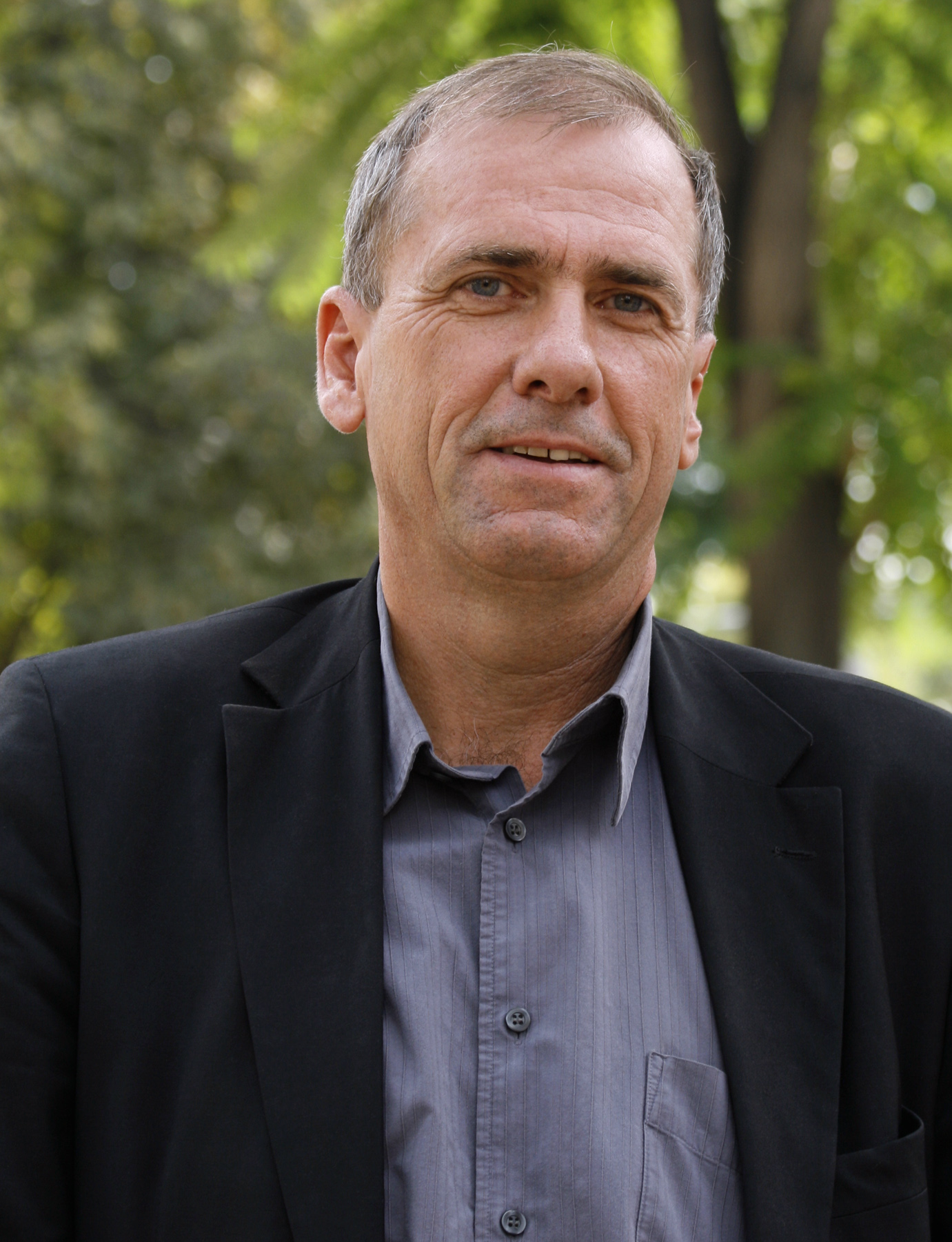
Erwin Rasinger (2008)

Erwin Rasinger (* 30. Juli 1952 in Wien) ist ein österreichischer Arzt, Politiker (ÖVP). Von 1994 bis 2017 war er mit Unterbrechungen Abgeordneter zum Österreichischen Nationalrat, wo er als Gesundheitssprecher im ÖVP-Parlamentsklub fungierte. Davor war er Abgeordneter zum Wiener Landtag und Mitglied des Wiener Gemeinderates.

## Ausbildung und Beruf
Erwin Rasinger besuchte von 1958 bis 1962 die Volksschule und danach bis 1970 das Kollegium Kalksburg. Nach der Matura studierte Rasinger ab 1970 Medizin an der Universität Wien und schloss sein Studium 1978 mit dem akademischen Grad Dr. med. univ. ab. Von 1970 bis 1973 studierte Rasinger zudem Betriebswirtschaftslehre an der Hochschule für Welthandel.
Rasinger arbeitet seit 1982 als praktischer Arzt und sitzt – Stand 2017 – im Aufsichtsrat des Biotechunternehmens Apeiron Biologics.

## Politik
Rasingers politische Tätigkeit begann in der Studentenzeit, wo er sich als Studentenvertreter an der ehemaligen Medizinischen Fakultät engagierte. Während seiner Ausbildung war er zudem Turnusärztevertreter. Er war von 1981 bis 1987 Umweltschutzreferent der Österreichischen Ärztekammer und von 1985 bis 1994 Umweltschutzreferent der Ärztekammer für Wien. Seit 1985 ist Rasinger Präsidialreferent der Ärztekammer für Wien.
Er gehörte zwischen 1987 und 1991 dem Wiener Gemeinderat an und war Abgeordneter zum Wiener Landtag. Ab dem 7. November 1994 vertrat er die ÖVP im Nationalrat und war Gesundheitssprecher des ÖVP-Parlamentsklubs. Ab 1999 war er mit einer kurzen Unterbrechung stellvertretender Obmann des Gesundheitsausschusses. Zu seinen politischen Schwerpunkten zählen laut eigenen Angaben die Vorsorgemedizin, die Verbesserung der Nachsorge, Humanität in der Medizin, die optimale, für jeden zugängliche und leistbare Medizin, Sportmedizin sowie die Manuelle Medizin.
Nach der Nationalratswahl in Österreich 2008 hatte Rasinger wegen der geringeren Mandatsstärke seiner Partei zunächst keinen Sitz mehr im Nationalrat, er rückte jedoch durch die Ernennung Josef Prölls zum Vizekanzler auf dessen Mandat nach und wurde am 3. Dezember 2008 neuerlich angelobt.
Nach der Nationalratswahl 2017 schied er aus dem Nationalrat aus, als ÖVP-Gesundheitssprecherin folgte ihm Gaby Schwarz nach.

## Kontroversen
Einer breiteren Öffentlichkeit wurde Rasinger bekannt, als er im Mai 2014 den Kleidungsstil mancher Abgeordneten kritisierte, namentlich jenen von Julian Schmid und Matthias Strolz. Weiters beklagte er das Verhalten von Schulgruppen die das Parlament besuchen, jene würden in der Säulenhalle teils herumliegen.

## Privates
Sein Bruder war der Gründer des Interessenverbandes für Anleger Wilhelm Rasinger (1948–2020).

## Auszeichnungen
- 1995: Goldenes Verdienstzeichen des Landes Oberösterreich
- 2002: Großes Goldenes Ehrenzeichen für Verdienste um die Republik Österreich[6]